# Sačurov
Sačurov es un municipio del distrito de Vranov nad Topľou en la región de Prešov, Eslovaquia, con una población estimada a final del año 2024 de 2610 habitantes.
Se encuentra ubicado en el centro-sur de la región, cerca del río Topľa (cuenca hidrográfica del río Tisza) y de la frontera con la región de Košice.

## Demografía
| Año        | 1994 | 2004    | 2014     | 2024     |
| ---------- | ---- | ------- | -------- | -------- |
| Población  | 1849 | 2008    | 2338     | 2610     |
| Diferencia |      | +8,59 % | +16,43 % | +11,63 % |

| Año        | 2023 | 2024    |
| ---------- | ---- | ------- |
| Población  | 2569 | 2610    |
| Diferencia |      | +1,59 % |